# Plymouth University
Plymouth University is een openbare universiteit in het Britse Plymouth. De instelling was eerder ook gekend als School of Navigation bij de oprichting in 1862, als Plymouth Polytechnic en als Polytechnic South West.
Tot 2008 had de universiteit ook een campus in Exmouth.
De universiteit haalde in 2003 media-aandacht met een experiment waar de stelling van de eindeloos typende apen werd getest aan een proef met echte apen.

## Faculteiten
- Faculty of Arts and Humanities
- Faculty of Health and Human Sciences
- Faculty of Science and Engineering
- Faculty of Business
- Plymouth University Peninsula Schools of Medicine and Dentistry
- Centres for Excellence in Teaching and Learning (CETL)
  - Centre for Excellence in Professional Placement Learning (CEPPL)
  - Experiential Learning in the Environmental and Natural Sciences
  - Higher Education Learning Partnerships CETL
  - Centre for Sustainable Futures (Education for Sustainable Development)
  - Learn Higher